# Gabriel Saarenpää
Gabriel Mårtensson Saarenpää var länsman, riksdagsman, kyrkobyggare och husbonde i östra rikshalvan, på gården Saarenpää i Lappo från 1664 till 1700.
Gabriel Saarenpääs far var nämndeman och kyrkvärd. 1613 ingick han som kavallerist och soldat i Gustav II Adolfs livvakter under hans fälttåg i Ryssland. Hans två bröder var  borgare  i Vasa. Gabriel måste ha haft en skolgång, eftersom han fick tjänsten som länsman i grevskapet Karleborg  i Nykarleby och Lappo.
I början av 1690-talet planerade Saarenpää en utbyggnad ut kyrkan i Ylistaro men innan han kom tillbaka från en tillståndsresan till Stockholm hade Ylistaroborna gjort tillbyggnaden på eget bevåg. År 1700 undertecknade Saarenpää ett kontrakt om att bygga en ny kyrka i Kristinestad. Ersättningen för bygget skulle bli 220 koppardaler, och 40 snickare anlitades för att hjälpa honom. Idag är Ulrika Eleonora kyrka en av de äldsta träkyrkorna i Österbotten.